# Hugh McCann
Hugh James McCann (* 8. Februar 1916 in Dublin; † 1981) war ein irischer Diplomat.
Während seiner diplomatischen Karriere war er unter anderem von 1958 bis 1962 Botschafter im Vereinigten Königreich, von 1963 bis 1974 Staatssekretär im irischen Außenministerium, sowie danach von 1974 bis zu seinem Ruhestand Botschafter in Frankreich, Ständiger Vertreter Irlands bei der UNESCO, ab dem 7. Mai 1974 Ständiger Vertreter Irlands bei der OECD und seit 1975 ebenfalls nicht-residierender Botschafter Irlands für Marokko.